# دولة خاضعة

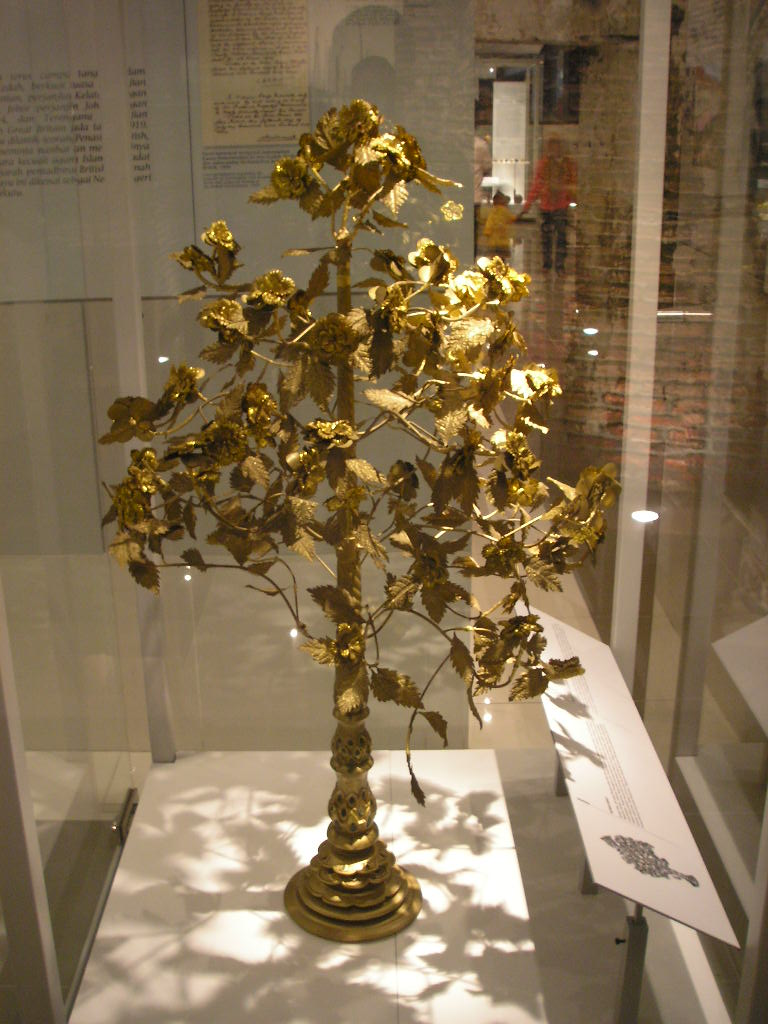

الدولة الخاضعة هو مصطلح يصف دولة سابقة لعهد الحداثة في نوع معين من علاقة التبعية لدولة أكثر قوة وتتضمن تلك العلاقة إرسال دليل منتظم على الطاعة أو الخضوع للسلطة العليا. وكثيرًا ما يكون هذا الدليل على هيئة تحويل هائل للثروة، كتسليم الذهب أو المنتجات أو العبيد، ليُنظر إلى هذه الجزية كأفضل وسيلة لسداد أموال الحماية. أو قد يكون أكثر رمزية: في بعض الأحيان لا يرقى إلى أكثر من تسليم علامة تدل على الطاعة كالزهرة الذهبية التي كان يرسلها حكام شبه جزيرة ملايو إلى ملوك سيام، أو جزية الصقر المالطي التي اعتاد المعلم الأكبر لفرسان الإسبتارية إرسالها سنويًا لنائب الحاكم في صقلية من أجل حكم مالطا. وقد ينطوي الأمر أيضًا على حضور الحاكم المرؤوس لمحكمة الدولة المهيمنة بغية تقديم عرض علني للطاعة.
يميل ورثة الهيمنة في العصر الحديث إلى الزعم بأن علاقة الخضوع لابد أن تُفهَم باعتبارها اعترافاً بسيادة القوة المهيمنة في العالم الحديث، في حين تنفي الدول الخاضعة سابقًا وجود أي نقل للسيادة.
طُوّر نظام خضوع رسمي في شرق آسيا وأصبحت العديد من دول ومناطق شرق ووسط وجنوب شرق وجنوب آسيا المجاورة بمثابة دول خاضعة للعديد من الأسر الحاكمة الصينية الإمبراطورية. تاريخيًا، كان إمبراطور الصين يرى نفسه إمبراطور العالم المتحضر بأكمله. إلا أنه لم يتسنّ لمثل هذا الإمبراطور أن يقيم علاقات دبلوماسية متكافئة مع أي سلطة أخرى، وعلى هذا فسر الصينيون جميع العلاقات الدبلوماسية في المنطقة على أنها علاقة خضوع. كان ازدراء أيديولوجية الكونفوشية للتجارة، والاعتقاد بعدم حاجة الحضارة الصينية إلى منتجات أو تكنولوجيا من الخارج، من الأسباب التي أدت إلى تفسير التجارة، حين إتاحتها، على أنها خاضعة. وفُسرت البعثات الدبلوماسية والأطراف التجارية من المناطق غير الصينية في السجلات الصينية على أنها خاضعة، بمعزل عن مقصد تلك المناطق. وفي ظل هذا البناء، كانت السلع التي تسلمتها الصين تشكل عرضًا للطاعة، في حين فُسرت السلع التي تلقاها الزوار هدايا أنعم بها الإمبراطور كرمًا منه على الدول الخاضعة البعيدة.
في الأندلس، دفع بنو نصر الموريون الجزية في إمارة غرناطة لمملكة قشتالة المسيحية (إسبانيا في الوقت الحاضر). وكانت الدول الخاضعة، التي تقع عادة على أطراف الإمبراطورية العثمانية، تحت أشكال مختلفة من العبودية. سُمح لبعض الدول باختيار زعمائها، في حين دفعت أخرى جزية أراضيها. وفي النظام الاستعماري الغربي، انضمت الدول غير الغربية أحيانًا إلى الإمبراطورية الأوروبية كمحميات.
في الفلبين، أصبح الداتو من برنجية بمثابة توابع للإمبراطورية الإسبانية، في الفترة الممتدة من أواخر القرن السادس عشر وحتى سقوط الأرخبيل تحت سلطة الولايات المتحدة الأمريكية في عام 1898. واعترف الملك فيليب الثاني ملك إسبانيا بحقهم في الحكم في 11 يونيو 1594، شريطة أن يُقدموا الجزية للملكة الإسبانية.